# Вікторія (Британська Колумбія)
Вікто́рія (англ. Victoria) — столиця провінції Британської Колумбії. Місто розташоване на південно-східному краю острова Ванкувер. Населення столичного регіону (англ. Capital Regional District), який має у своєму складі Вікторію та 12 сусідніх муніципалітетів, становить приблизно 345 000 чоловік, тобто приблизно половину всього населення острова Ванкувер. Місто налічує 78 658 мешканців (2006 р.), густота населення складає 3 996,9/км² (48°25′43″ пн. ш. 123°21′56″ зх. д. / 48.42861° пн. ш. 123.36556° зх. д.). Площа міста — 19,68 км².
Вікторія знаходиться приблизно за 100 кілометрів від найбільшого міста Британської Колумбії Ванкувер на материку. Відстань у 100 кілометрів до Сієтла можна подолати на літаку, поромі або на пасажирському поромі «Вікторія Кліппер» (англ. Victoria Clipper), який діє щодня і цілий рік між Сієтлом і Вікторією, а також за 40 кілометрів можна добратися до Порт-Анджелеса, Вашингтон, по поромі Кого через протоку Хуан-де-Фука.
Вікторія названа на честь королеви Вікторії Сполученого Королівства та в той час у Британській Північній Америці Вікторія є одним з найстаріших міст на Тихоокеанському Північному Заході, що утворилося з британського поселення у 1843 році. Місто зберегло велику кількість історичних будівель, зокрема дві найзнаменитіші пам'ятки: будівлі парламенту Британської Колумбії (закінчений в 1897 році, є місцем Законодавчих зборів Британської Колумбії) і готель «Імператриця» (відкритий в 1908 році).
Вікторія вважається найбільш британським за духом містом Канади, цій репутації сприяє велика кількість англійських пенсіонерів, що перебралися в це найтепліше за кліматом місто країни. По місту ходять червоні двоповерхові лондонські автобуси, а в центрі є кілька типово англійських магазинчиків і пабів. Вікторія відома привабливою, прикрашеною квітами, набережною, на якій розташований старовинний готель «Імператриця», де кожен день о п'ятій годині пополудні туристам подають традиційний англійський чай з коржиками. Щороку місто приваблює 3,65 мільйонів туристів.
Пагорб «Маяк» — парк основних міських зелених насаджень в центрі міста. Його площа 75 га, прилеглих до південного берега Вікторії, має у своєму складі численні ігрові майданчики, доглянуті сади, екзотичні види рослин і тварин, таких як дикі павичі, дитячий зоопарк, із видом на протоку Хуан-де-Фука і через неї Олімпійські гори у Вашингтоні. У крикет місцеві грають в Beacon Hill Park, починаючи з середини 19-го століття. Щоліта у Вікторії відбуваються десятки концертів на території Кемерон в парку Beacon Hill.
У самому центрі міста розташовані будівлі парламенту Британської Колумбії, готель «Імператриця», Вікторіанський Департамент поліції, готична Церква Христа і Королівський музей Британської Колумбі з великою кількістю експонатів місцевих корінних народів, історії природи і сучасної історії поряд з міжнародними виставками. Крім того, у самому серці міста також знаходяться «Емілі Карр Дім», Ентомологічний зоопарк, Ринкова площа і музей «Підводні сади Тихого океану», який демонструє морське життя Британської Колумбії. Найстаріший (і найнедоторканіший) Китайський квартал у Канаді знаходиться в центрі міста. Художня галерея Великої Вікторії знаходиться недалеко від центру міста в Rockland, околиці кількох міських кварталах від Kpeґдарочського замку та будинку уряду, офіційної резиденції віце-губернатора Британської Колумбії.
У Вікторії знаходяться університет Вікторії та університет Роял-Роудс.

## Історія
Територія на півдні острова Ванкувер до прибуття європейців була заселена племенами, що говорять салішськими мовами. Регіональні індіанські культури можна простежити принаймні 4000 років. Між близько 500 і 1000 рр. нашої ери характерним для цих південних прибережних груп саліш навколо Вікторії є велика кількість курганів. У скелястому районі на захід від Вікторії можна знайти сьогодні близько 400 цих курганів.
Перше достовірно відоме відвідування цих місць білими відбулося в 1774 році, коли район досліджувала іспанська морська експедиція під командуванням Хуана Переса. Перес був спрямований на північ владою Нової Іспанії, стурбованими російською активністю в Північній Америці. У 1778 році тут вперше побували англійці з третьої експедиції Джеймса Кука.
У 1841 році, у розпал суперечки про кордон Орегона, Британська Компанія Гудзонової затоки направила одного зі своїх співробітників, Джеймса Дугласа, у спірний район для встановлення там мережі фортів і торговельних постів, розраховуючи зміцнити цим свої позиції в протистоянні з США. У тому ж році Дуглас (майбутній губернатор Британської Колумбії) заснував форт Вікторія на території сьогоднішнього центру міста.

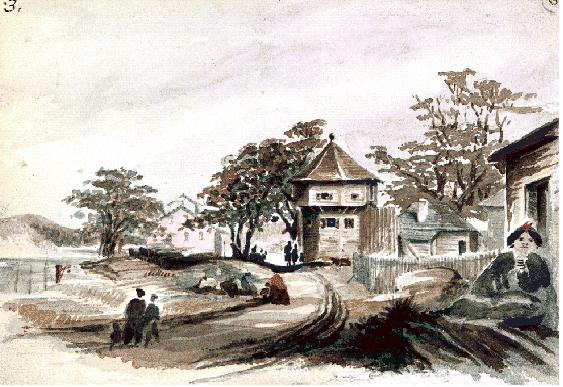
Форт Вікторія, південно-західний бастіон, Сара Kpic, 1860 р.

Вікторія розвивалася досить повільно аж до золотої лихоманки 1855 року, коли після відкриття золотих розсипів в Британській Колумбії населення міста за тиждень виросло з 300 осіб до 5000. У 1892 році поселення офіційно отримало статус міста. Основою економіки Вікторії в ті роки був морський порт, що був основним пунктом ввезення опіуму в Північну Америку (ввезення і продаж опіуму були заборонені тільки в 1908 році).
Найсильніший удар по міській економіці було завдано в 1886 році, коли із закінченням будівництва Канадської Тихоокеанської залізниці основна частина вантажопотоку перемістилася в Ванкувер. Втім, підприємливі городяни досить швидко перебудувалися на новий вид діяльності, перетворивши Вікторію в головний канадський курорт, яким вона і залишається донині.

## Географія

### Геологія
Ландшафт Вікторії був утворений водою в різних формах. Заледеніння поклало область під товстим крижаним покривом, рівень землі опустився нижче сучасного рівня моря. Ці льодовики також зберігали кам'яні супіски. Як вони відступили, їх тала вода залишила товсті відкладення піску і гравію. Морська глина перетворилася на те, що пізніше стане сушею. Післяльодовикове відкочення піднімало пляж та добре накопичувалися відкладення над рівнем моря. Отримані ґрунти дуже різноманітні за фактурою і різкі текстурні зміни є загальними. Загалом глини швидше за все можна зустріти в північній частині міста і в пониженнях. Південна частина міста має великі текстурою надр і мають суглинки. Піски і супіски поширені в східній частині прилеглої Дубової затоки (англ. Oak Bay). Ґрунти Вікторії порівняно лужні у воді і менш кислі, ніж ґрунти в іншому місці на узбережжі Британської Колумбії. Їх грубі темні рослинні ґрунти характеризуються високим рівнем родючості, який зробив їх цінними для сільського господарства, доки не відбулася урбанізація.

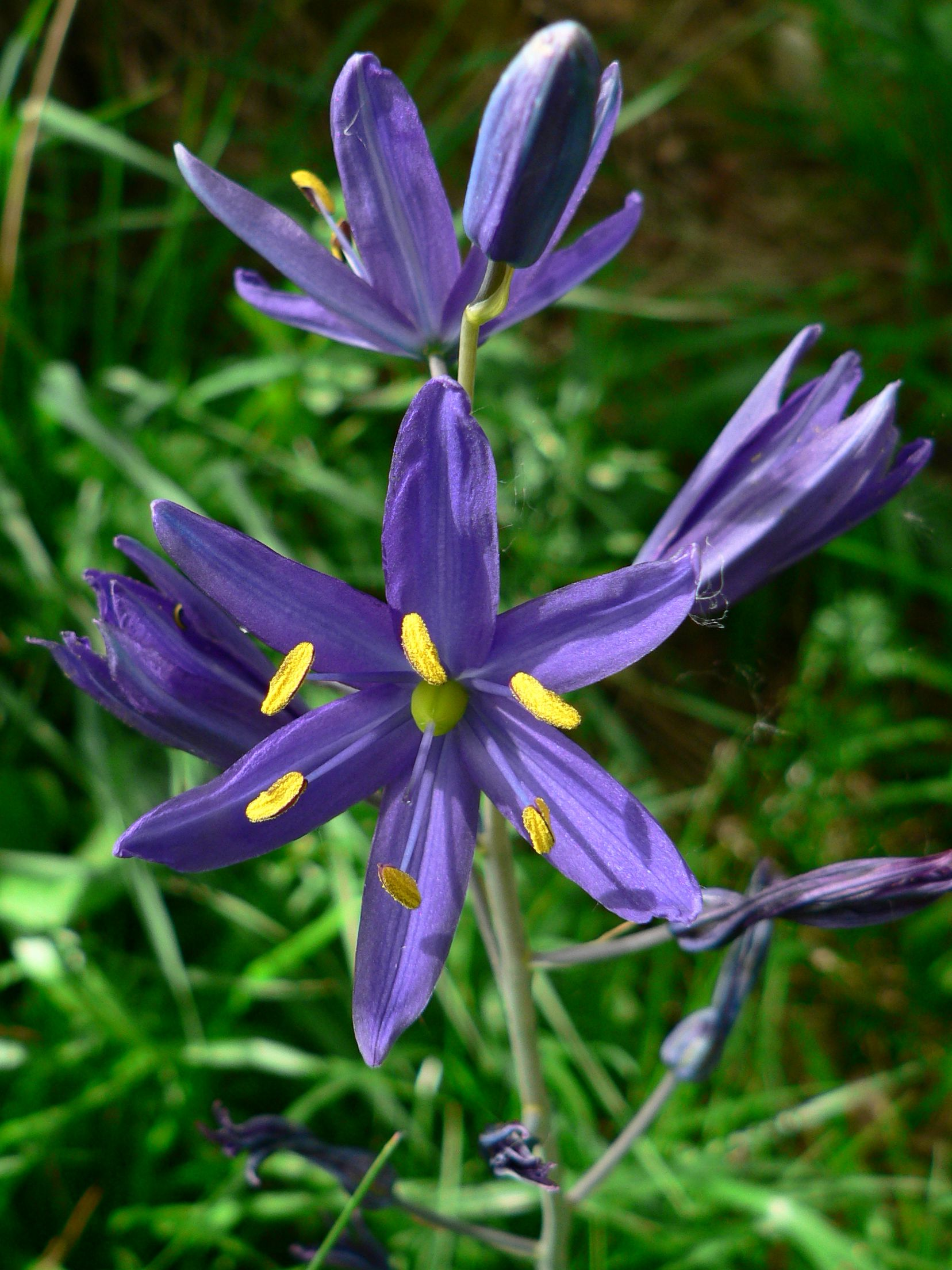
Kвaмaccа квaмаш (Essbare Prärielilie)

### Клімат
Вікторія має помірний клімат з м'якою дощовою зимою і холодним, сухим і сонячним літом. Класифікація кліматів Кеппена відносить місто в найпівнічнічніших межах до прохолодного, сухого літнього типу субтропічної зони (CSB) або холодного середземноморського клімату завдяки своєму сухому літу. Інші системи класифікації, наприклад класифікація Треварти, відносять район до морського клімату.
На метеостанції Вікторія-Гонсалес денна температура піднімається вище 30 °С в середньому менше, ніж на один день у рік, і нижче 0 °С в середньому всього десять ночей на рік. Вікторія повністю була без зимових сезонів чотири рази (у 1925/1926, 1939/1940, 1999/2000 та 2002/2003). 1999 єдиний календарний рік на обліку без появи заморозків. За цей час місто 718 днів було без заморозків, починаючи 23 грудня 1998 р. і закінчуючи 10 грудня 2000 р. Другий за довжиною безморозний період становив 686 днів і розтягнувся на 1925 і 1926 роки, коли у місті весь сезон температура не опускалася нижче 1 °С.
Взимку середні денні висока і низька температури складають 8 і 4 °С відповідно. У літні місяці також порівняно м'яка погода з середньою високою температурою +20 °С і низькою 11 °С, хоча внутрішні райони часто відчувають більш теплі денні максимуми. Найвища температура, коли-небудь зареєстрована в штаті Вікторія, становила 36,0 °C 11 липня 2007 р., у той час як найхолодніша температура у звіті була −15,7 °C 29 грудня 1968 р. Середня річна температура коливається від максимуму 11,4 °С, який був встановлений в 2004 р., до найнижчого рівня 8,6 °C в 1916 році.
Вікторія є найсухішим місцем на узбережжі Британської Колумбії з набагато меншою кількістю опадів, ніж в сусідніх районах. Загальна середньорічна кількість опадів складає всього 608 мм на метеостанції Gonzales у Вікторії порівняно з 1589 мм у Ванкувері і 970 мм в Сієтлі. Порт-Ренфрю, розташований всього за 80 км на більш відкритому південно-західному узбережжі острова Ванкувер, отримує 3500 мм опадів на рік, у шість разів більше, ніж Вікторія. Навіть аеропорт Вікторія, який знаходиться за 25 км на північ від міста, отримує на 45% більше опадів, ніж власне місто. М'який клімат Вікторії може підтримувати деякі пальми, у тому числі китайську.
Майже дві третини річної норми опадів випадають за чотири найвологіші місяці, з листопада по лютий. Опади у грудні, найвологіший місяць з нормою 109 мм, майже у вісім разів вище, ніж у липні, найсухішому місяці з 14 мм. Вікторія відчуває найсухіші літні місяці в Канаді (за межами крайніх північних регіонів Північно-Західних територій і Нунавуту).
В середньому у Вікторії випадає всього 26 см снігу на рік, близько половини норми Ванкувера. Приблизно одна третина зими не бачить практично ніякого снігу, з менш ніж 5 см опадів снігу протягом всього сезону. Коли сніг дійсно падає, він рідко лежить довго на землі. У Вікторії в середньому два або три дні на рік на землі лежить принаймні 5 см снігу. Кожні кілька десятиліть Вікторія отримує дуже великі снігопади, у тому числі рекордні 100 см снігу, що впав у грудні 1996 року. Ця кількість ставить Вікторію третьою по найбільшому снігопаду серед великих міст Канади.
З 2193 годинами яскравого сонячного світла на рік Вікторія є найсонячнішим містом у Британській Колумбії і отримує більше сонячного світла, ніж більшість інших міст Канади, за винятком тих, що знаходяться у південних преріях. У липні 2013 року Вікторія отримала 432,8 сонячних годин, що є найсонячнішим часом за всю історію спостережень у Британській Колумбії.

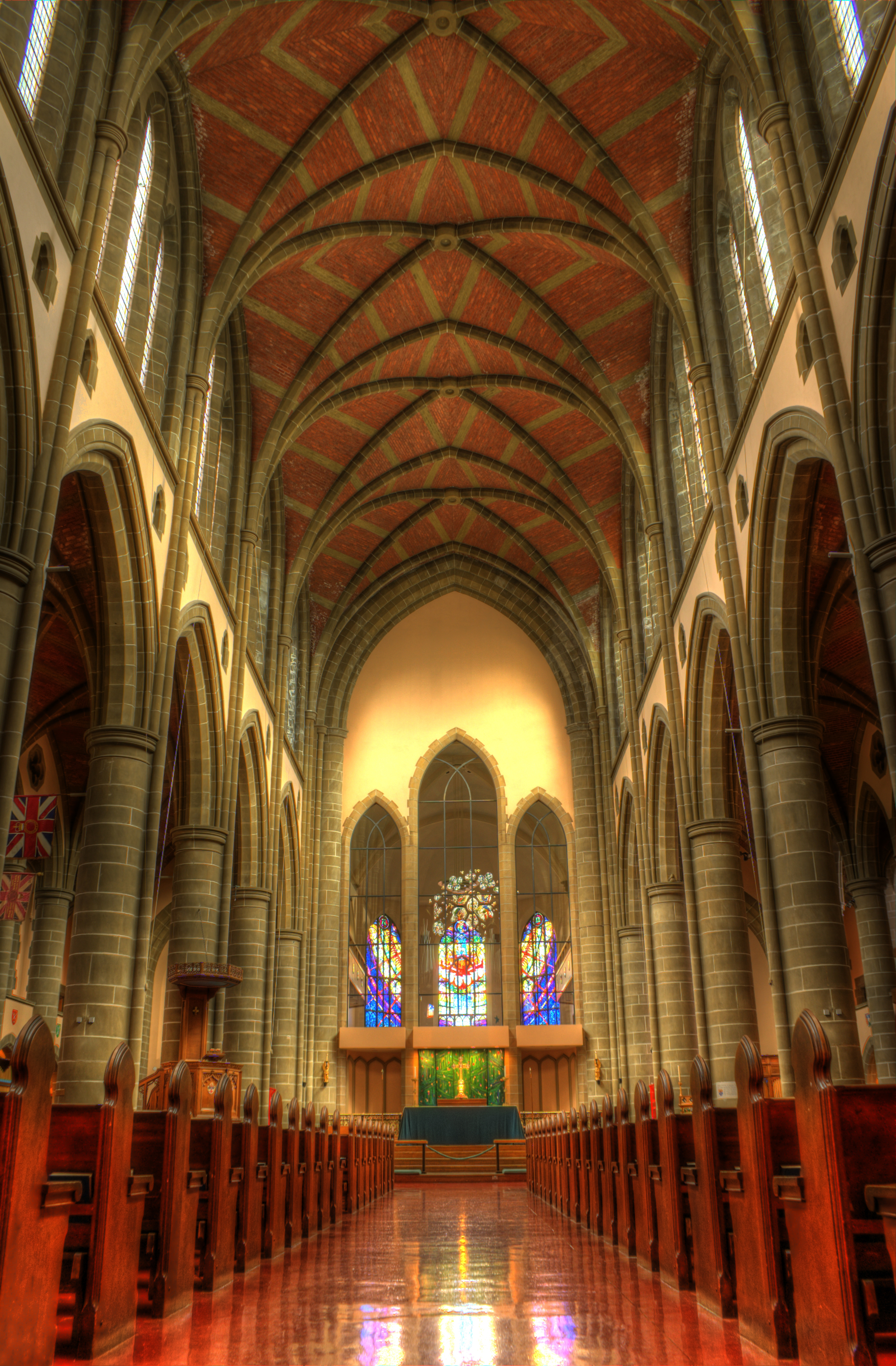
Неф у католицькому костелі

| Клімат Вікторії                                      | Клімат Вікторії | Клімат Вікторії | Клімат Вікторії | Клімат Вікторії | Клімат Вікторії | Клімат Вікторії | Клімат Вікторії | Клімат Вікторії | Клімат Вікторії | Клімат Вікторії | Клімат Вікторії | Клімат Вікторії | Клімат Вікторії |
| Показник                                             | Січ.            | Лют.            | Бер.            | Квіт.           | Трав.           | Черв.           | Лип.            | Серп.           | Вер.            | Жовт.           | Лист.           | Груд.           | Рік             |
| Середній максимум, °C                                | 7,0             | 8,6             | 10,6            | 13,1            | 15,9            | 17,9            | 19,8            | 20,1            | 18,5            | 13,8            | 9,4             | 7,1             | 13,5            |
| Середній мінімум, °C                                 | 3,0             | 3,7             | 4,5             | 6,0             | 8,2             | 10,0            | 11,3            | 11,7            | 10,7            | 7,9             | 5,0             | 3,2             | 7,1             |
| Норма опадів, мм                                     | 94              | 72              | 47              | 29              | 26              | 21              | 14              | 20              | 27              | 51              | 96              | 102             | 583             |
| ---------------------------------------------------- | --------------- | --------------- | --------------- | --------------- | --------------- | --------------- | --------------- | --------------- | --------------- | --------------- | --------------- | --------------- | --------------- |
| Джерело: Міністерство навколшнього середовища Канади |                 |                 |                 |                 |                 |                 |                 |                 |                 |                 |                 |                 |                 |

## Транспорт
Міжнародний аеропорт Вікторії (англ. Victoria International Airport, код ІКАО: CYYJ, ІАТА: YYJ), розташований на півночі півострова Сааніч, обслуговує близько 1,5 млн пасажирів щороку. Регулярні пасажирські рейси виконуються у Ванкувер, Сієтл, Едмонтон, Калгарі, Торонто і Сан-Франциско, здійснюються також сезонні рейси на курорти США та Центральної Америки. Авіакомпанії «Becт-Kocт-Ейр» (англ. West Coast Air), «Гарбор-Ейр» (англ. Harbour Air) і «Keнмop-Ейр»(англ. Kenmore Air) надають альтернативне повітряне сполучення літаками-гідропланами прямо з гавані в центрі Вікторії в центр Ванкувера і Сієтла. «Геліджет»(англ. HeliJet) здійснює вертолітне сполучення за маршрутом Вікторія-Ванкувер.
Більш дешевим способом дістатися від Вікторії до Ванкувера є пором, який зв'язує північний край Саанічського півострова на острові Ванкувер і мис «Товоссен» (англ. Tsawwassen) на південь від Ванкувера. Автобусна компанія (англ. Pacific Coach Lines) надає рейси з Вікторії в Ванкувер і назад (через пором) кожні одну-дві години.
До 2011 року між Вікторією і Кортні ходив щоденний пасажирський поїзд, але в даний час він скасований у зв'язку з необхідністю капітального ремонту шляхів, дата відновлення руху невідома.
Громадський транспорт у Вікторії і околицях перебуває під контролем організації (англ. Victoria Regional Transit System) і представлений 55 автобусними маршрутами. Обговорюється будівництво лінії швидкісного трамваю.

## Економіка
Головними галузями економічного життя міста є технології, продукти харчування, туризм, освіта, адміністрації федерального і провінційного уряду та сфера послуг. До інших географічно близьких роботодавців належать Канадські збройні сили (містечко Ескуаймолт, англ. Esquimalt, є домом Тихоокеанської штаб-квартири Королівського канадського флоту), університет Вікторії (розташований в муніципалітетах Оак Бей і Сааніч) і коледж Кемосун, які разом мають понад 33000 викладачів, співробітників і студентів. Інші сектори економіки Великої Вікторії: інвестиції та банківська справа, опубліковані в інтернеті книги, різні державні та приватні школи, виробництво продуктів харчування, виробництво легких літаків, технологічні продукти, різні високотехнологічні фірми у фармацевтичній сфері, мікроелектроніка, машинобудування, архітектура та телекомунікації.

### Туризм

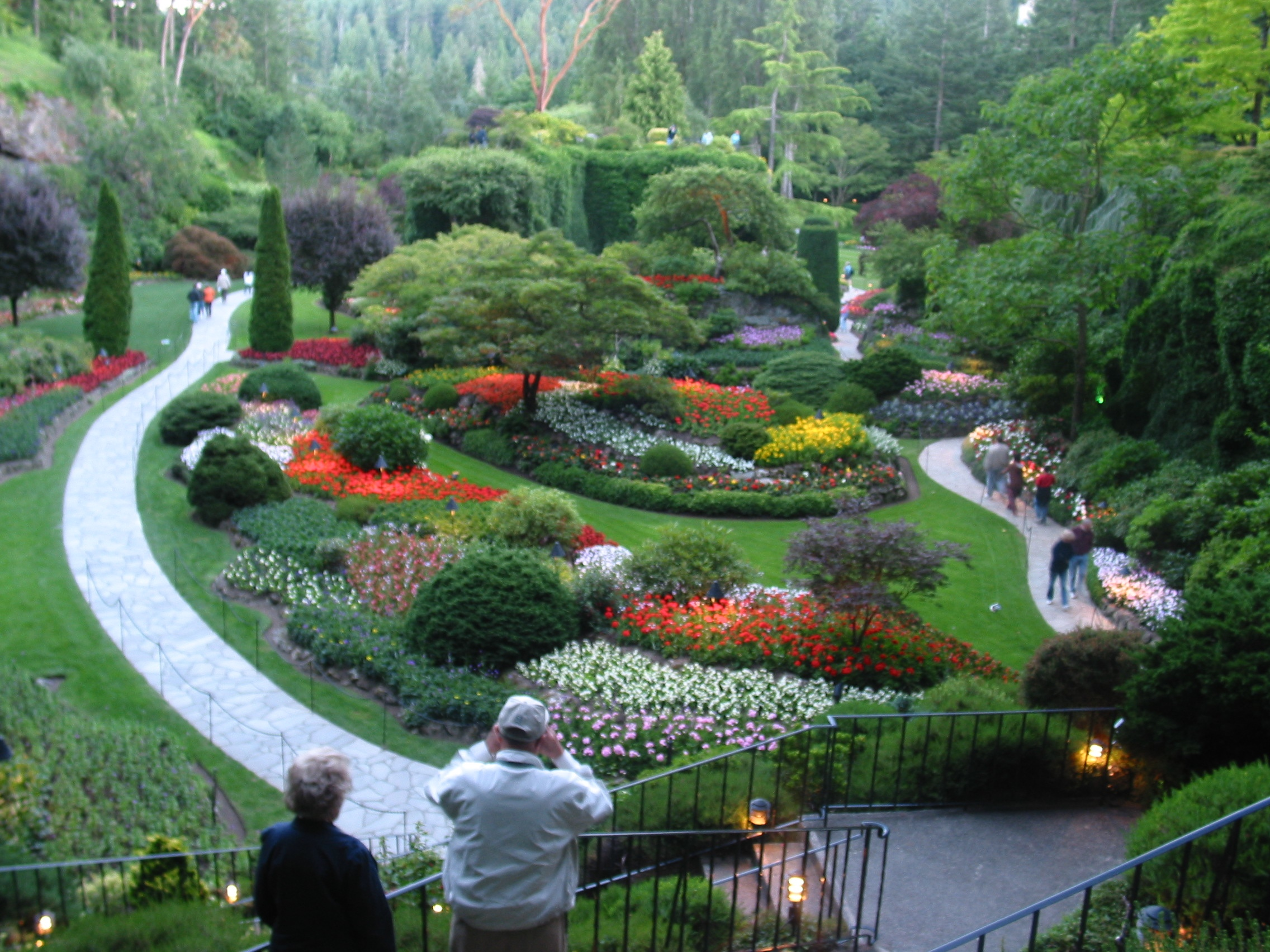
Сади Бутчартів — затонулі сади

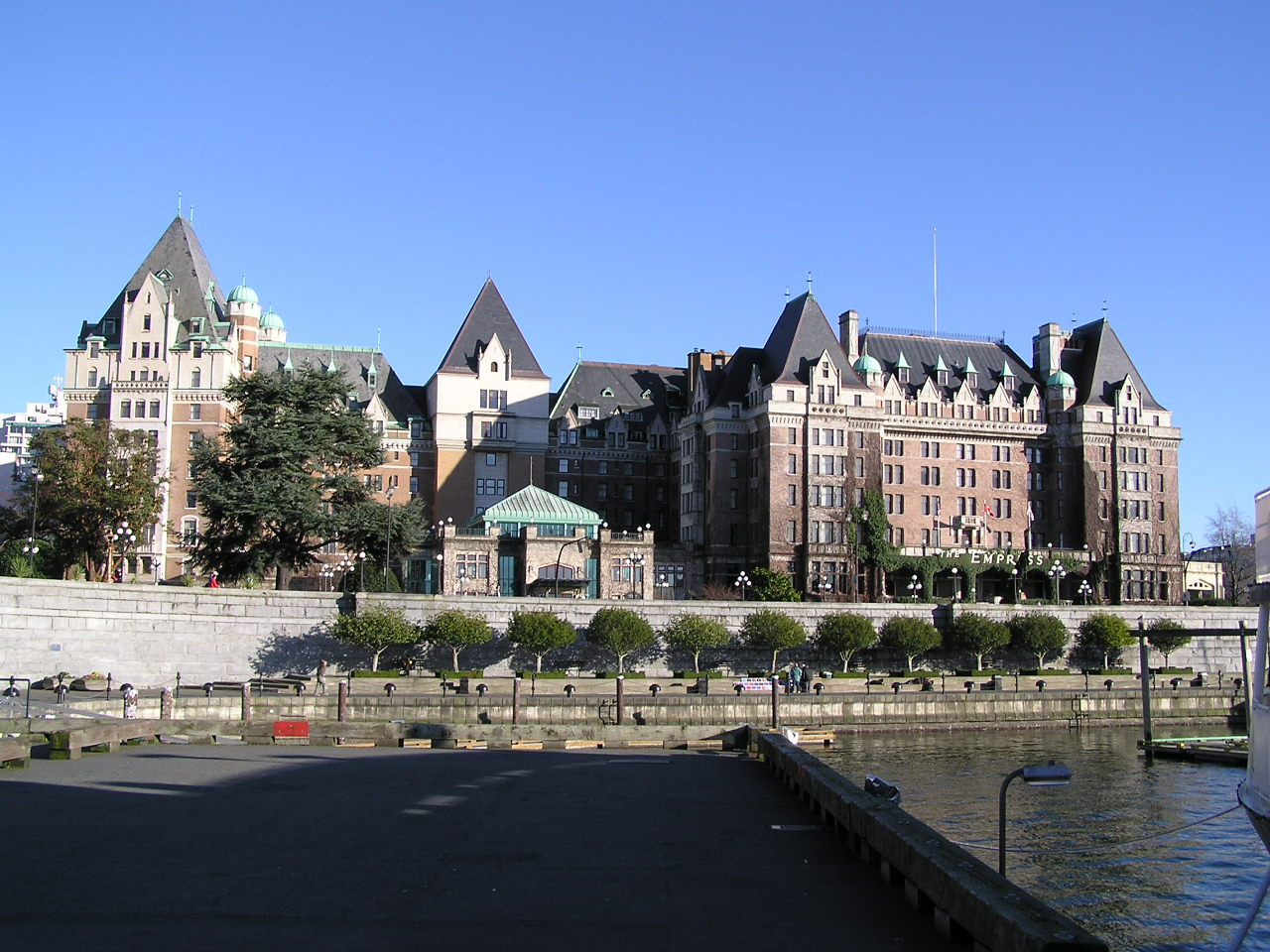
Готель «Імператриця» (The Empress (hotel))

Вікторія є однією з основних місць туризму з понад 3,5 млн відвідувачів на рік, які додають більше мільярда доларів у місцеву економіку. Крім того, додаткові 500 000 відвідувачів приїжджають в денний час на круїзних суднах, що прибувають в док Огден-Пойнт поблизу внутрішньої гавані міста. Є багато турів зі спостереженням за китами, які часто присутні поблизу узбережжя гавані. Місто знаходиться недалеко від бази Канадських збройних сил Ескуаймолт, первинної Тихоокеанської військово-морської бази ВМС Канади. Центр міста Вікторія також слугує регіональним центром міста Великої Вікторії, де багато нічних клубів, театрів, ресторанів і пабів і де відбуваються багато регіональних громадських подій. День Канади, симфонія «Сплеш» (англ. Symphony Splash) і багато інших музичних фестивалів та культурних заходів залучають десятки тисяч жителів Великої Вікторії і відвідувачів центра міста. «Ріфландія» (англ. Rifflandia), «Фестиваль електронної музики» та інші музичні заходи приваблюють натовпи в центрі міста.
Місто і метрополія приймала багато гучних спортивних заходів, включаючи у 1994 р. Ігри Співдружності (англ. 1994 Commonwealth Games), у 2009 р. Скотті-турнір сердець (англ. Scotties Tournament of Hearts), турнір Чемпіонату світу з керлінгу серед чоловіків у 2005 р. (англ. 2005 Ford World Men's Curling Championship) і в 2006 р. турнір з фігурного катання англ. Skate Canada. Вікторія є одним з організаторів Чемпіонату світу з футболу серед молодіжних команд 2007 р. (англ. FIFA U-20 World Cup) в Королівському спортивному парку (англ. Royal Athletic Park) і є місцем проведення велогонки англ. Bastion Square Grand Prix Criterium. Місто також є місцем для проведення конгресів, нарад та конференцій, у тому числі у 2007 р. Організація Північноатлантичного договору (НАТО) проводила засідання колегії військового керівництва в готелі «Ґранд-Пасифік» (англ. Grand Pacific). Щороку «Sharp Swiftsure International Yacht» привертає яхтсменів з усього світу, щоб взяти участь в гонці на човні у водах острова Ванкувер. Свято човнів-драконів збирає понад 90 команд з усієї Північної Америки. Фестиваль англ. Tall Ships Festival збирає вітрильні судна у міській гавані. Вікторія також бере початок гонки вітрильних яхт англ. Vic-Maui Yacht Race, найдовшої прибережної вітрильної гонки на Західному узбережжі.
Порт Вікторія складається з трьох частин: зовнішньої гавані, що використовується для глибоких морських суден, внутрішньої і верхньої гаваней, які використовуються для прибережних і промислових перевезень. Він захищений від хвиль молами з глибокими і широкими проміжками між ними. Порт є робочою гаванню, туристичною пам'яткою й пунктом круїзів. Гавань Ескуаймолта являє собою добре захищену гавань з великим сухим доком і суднобудівними та судноремонтними об'єктами.
- Будівлі парламенту Британської Колумбії
- Готель «The Empress Hotel» (англ. The Empress (hotel))
- Королівський музей Британської Колумбії (англ. Royal British Columbia Museum)
- Університет Вікторії (англ. University of Victoria)
- Університет Роял-Роудс (англ. Royal Roads University)

## Райони
Нижче наведено список районів у місті Вікторія, як це визначено у відділі міського планування. Для отримання списку районів в інших муніципалітетах регіону див. Велика Вікторія або окремі записи для тих муніципалітетів.
- Бернсайд / Ущелина (англ. Burnside/Gorge)

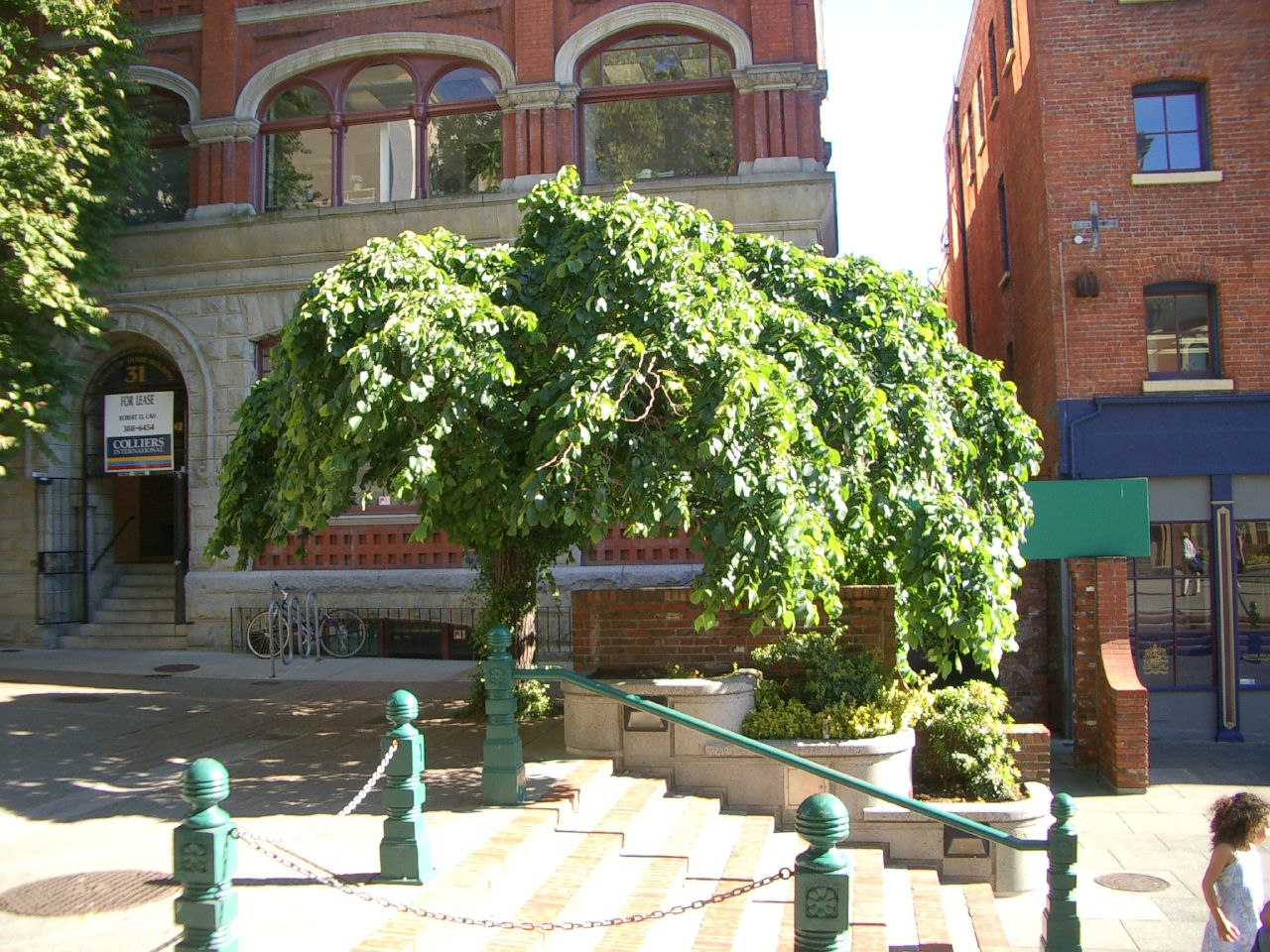
Площа Бастіону

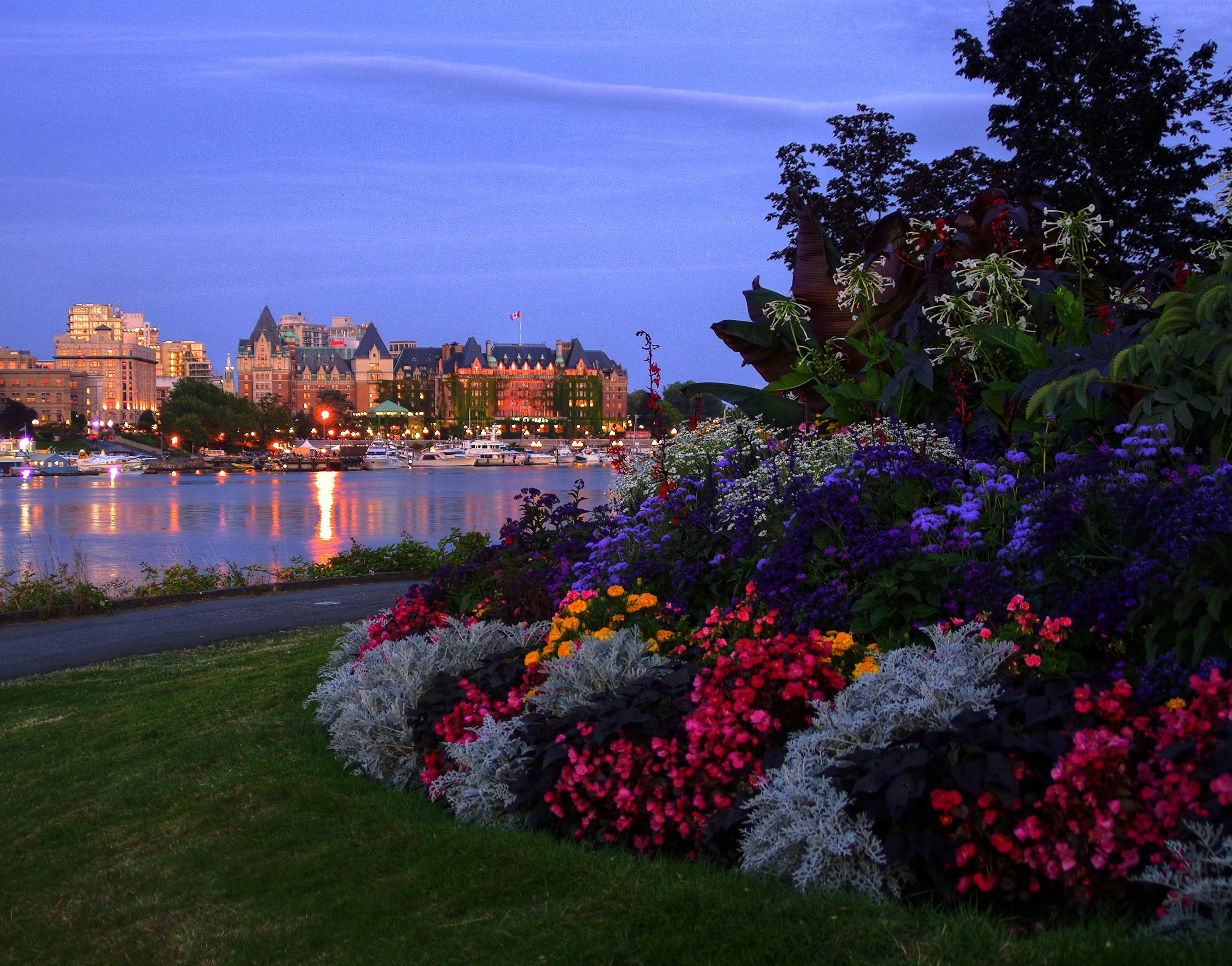
Парк Laurel Point, Джеймс Бей

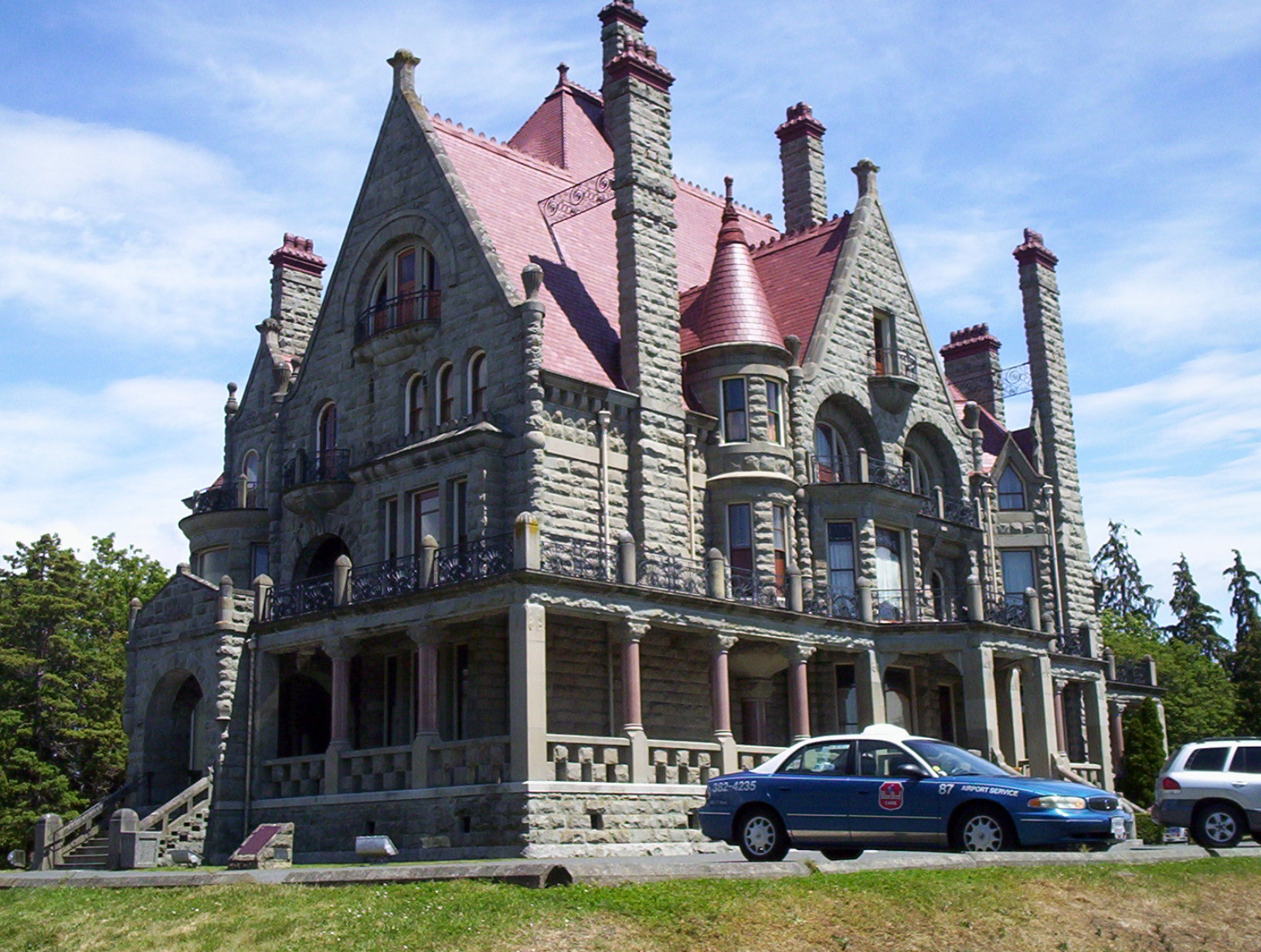
Замок Крейгдаррок Касл (Craigdarroch Castle), 2005 р.

- Діловий центр міста (англ. Downtown). Центр міста є надзвичайно популярним місцем для туристів і місцевих жителів штату Вікторія, у якому багато кінотеатрів, сценічних театрів, готелів, ресторанів, пабів, нічних клубів, магазинів. Багато туристичних пам'яток розташовані в центрі і навколо нього, включаючи площу Бастіону, серце робітничого району у 19 ст. Площа Сторіччя (англ. Centennial Square) знаходиться поруч з мерією Вікторії; вона використовується для невеликих заходів, як фестиваль електронної музики.
- Ферфілд (англ. Fairfield)
- Фернвуд (англ. Fernwood)
- Гонсалес (Фол Бей) (англ. Gonzales (Foul Bay))
- Харріс Зелений (англ. Harris Green)
- Схил-Квадра (англ. Hillside-Quadra)
- Джеймс Бей (англ. James Bay)
- Ювілейний (північ / південь)(англ. Jubilee (North/South))
- Північний парк (англ. North Park)
- Оклендс (англ. Oaklands)
- Рокланд (англ. Rockland) — історичний район, розташований на південному сході від центру міста і північному сході від Beacon Hill Park, включає північну частину офіційної району Ферфілд. Район містить помітну концентрацію розкішних будинків та архітектурної спадщини, пишних пейзажів, сади. Дві найбільші і найвідоміші резиденції Рокланду — замок Крейгдаррок Касл (англ. Craigdarroch Castle) і будинок уряду.
- Вікторія Західна (англ. Victoria West)

Неофіційні райони включають в себе:
- Китайський квартал (англ. Chinatown)
- Рок-Бей (англ. Rock Bay)
- Оак-Бей кордону (Фол-Бей Род)(англ. Oak Bay Border (Foul Bay Road))
- Сонгніс (англ. Songhees) (частина Західної Вікторії)
- Селкірк (англ. Selkirk)

## Міста-побратими

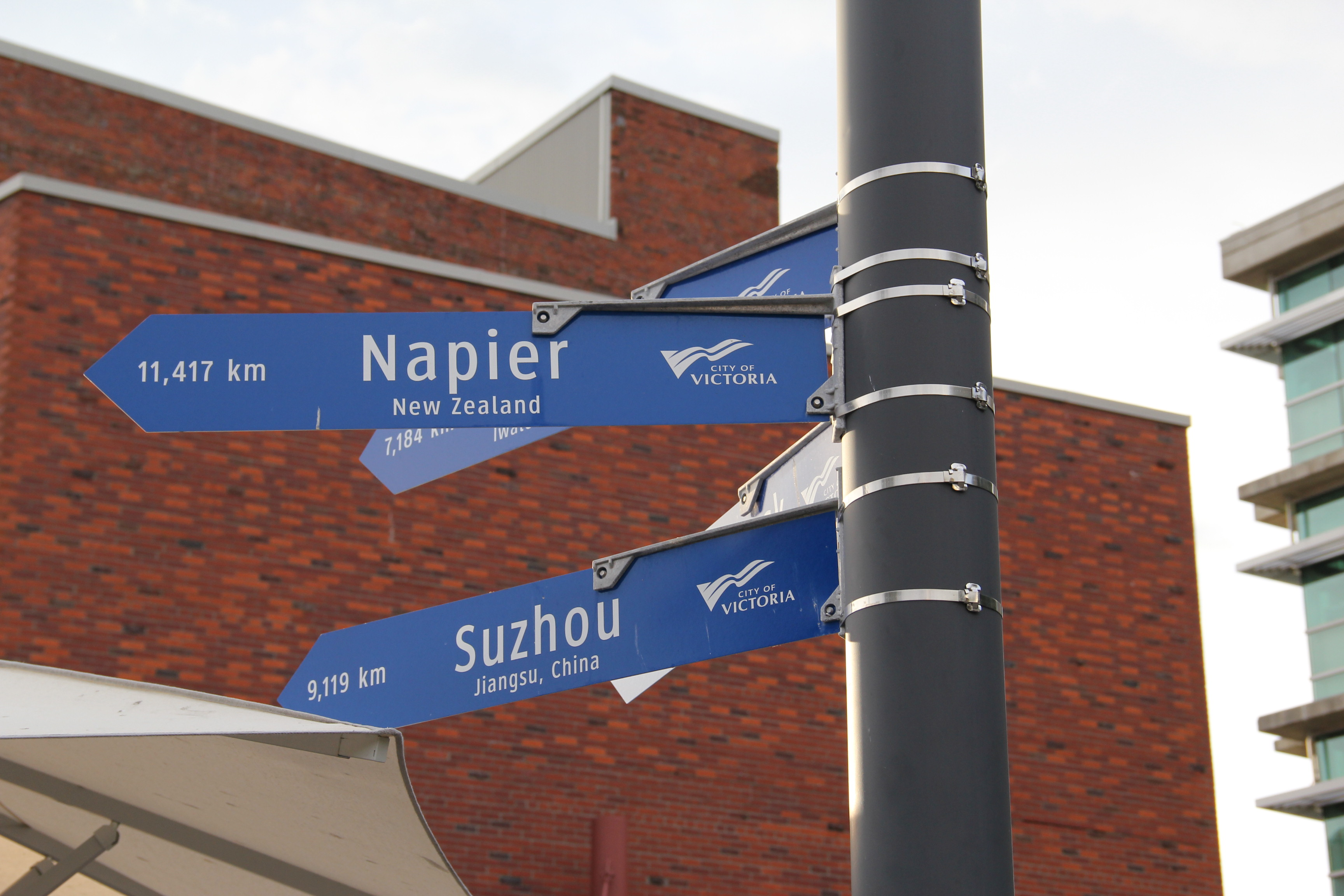
Вуличний знак побратимів міста Вікторії, Канада

Вікторія має чотири міста-побратими:
- Моріока, Японія
- Нейпір, Нова Зеландія
- Сучжоу, Китай
- Хабаровськ, Росія

## Відомі особистості
В поселенні народився:
- Річард Дей (1896 — 1972) — канадський художник-постановник.
- Метт Ірвін (* 1987) — канадський хокеїст.